# George Avery
George Avery   (Moree, 11 de febrer de 1925 - Nova Gal·les del Sud, 22 de setembre de 2006) va ser un atleta australià, especialista en triple salt, que va competir durant la dècada de 1940.
El 1948 va prendre part en els Jocs Olímpics d'Estiu de Berlín, on guanyà la medalla de plata en la prova del triple salt del programa d'atletisme.

## Millors marques
- Triple salt. 15m 365cm (1948)[2]